# Dream On, Dreamer
Dream On, Dreamer ist eine 2009 gegründete Post-Hardcore-Band aus Melbourne. Nach mehreren Besetzungswechseln besteht die Gruppe aus Sänger Marcel Gadacz, den beiden Gitarristen Zachary Britt und Callan Orr, sowie aus dem Bassisten Chris Shaw und Schlagzeuger Dylan Kuiper.
Die Gruppe stand zwischenzeitlich bei UNFD und Rise Records unter Vertrag und veröffentlichte bisher mit Set Sail, Armada und Hope zwei EPs, sowie mit Heartbound und Loveless zwei Alben über die Plattenfirmen. Beide Alben konnten sich in den heimischen Charts platzieren. Zudem wurde das Debütalbum für einen ARIA Music Award nominiert. Das 2015 veröffentlichte dritte Album Songs of Soulitude wurde in Eigenregie veröffentlicht und erreichte ebenfalls eine Platzierung in den nationalen Charts.
Die Gruppe entwickelt ihren Musikstil von Album zu Album weiter. Spielte die Gruppe auf ihren beiden EPs und dem Debütalbum eine klassische Variante des Post-Hardcore mit Einflüssen aus der elektronischen Musik, welcher mit Attack! Attack! verglichen werden konnte, so wurde der Sound der Band auf dem Nachfolger-Album Loveless wesentlich melodischer. Gründe für die permanenten Änderungen des Musikstils sind die reichlichen Besetzungswechsel innerhalb der Band und der Drang einen eigenen Sound zu kreieren, welcher sich von anderen Gruppen in der Post-Hardcore-Szene hervorhebt. Die Texte, welche von Sänger Marcel Gadacz geschrieben werden, besitzen einen persönlichen und tiefgründigen Hintergrund.
Die Band tourte bereits mehrfach durch Australien (u. a. Soundwave Festival), Nordamerika und Europa. Auch war Dream On, Dreamer bereits in Japan und Russland zu sehen. Dabei spielte die Gruppe mit Bands wie Pierce the Veil, Sleeping with Sirens, Avenged Sevenfold, Silverstein, Memphis May Fire, A Skylit Drive, The Devil Wears Prada, Abandon All Ships, The Ghost Inside und A Day to Remember.
Die Gruppe kündigte Anfang des Jahres 2020 an sich aufzulösen. In einem Instagrampost vom 3. August 2023 gab die Band bekannt, dass die Band nicht wie ursprünglich geplant komplett aufgelöst wird, sondern nur nicht in Vollzeit fortgeführt wird. Die Veröffentlichung weiterer Musik wurde dabei explizit nicht ausgeschlossen.

## Geschichte

### Anfänge
Dream On, Dreamer wurden 2009 in der australischen Metropole Melbourne gegründet und besteht derzeit aus den Musikern Marcel Gadacz (Gesang), Chris Shaw (E-Bass), Aaron Fiocca (Schlagzeug), Zachary Britt und Callan Orr (beide E-Gitarre). Ihr bisheriger Bassist Michael McLeod verließ die Gruppe nach drei Jahren im Jahr 2012. Britt ersetzte Luke Domic als Gitarrist. Dieser verließ die Band nach fünf Jahren im Jahr 2013.
Am 3. Juni 2009 erschien die allererste EP der Gruppe unter dem Titel Set Sail, Armada. Sie wurde in Eigenregie produziert und veröffentlicht. Ihre Label-Debüt-EP Hope erschien 4. Juni 2010 auf dem Label Boomtown Records. Es folgten nationale Konzertreisen mit Gruppen wie Attack Attack!, Pierce the Veil und Deez Nuts.

### Debütalbum:Heartbound
Am 3. August 2011 folgte die Veröffentlichung ihres Debütalbums Heartbound nachdem die Gruppe einen Plattenvertrag mit Rise Records und Triple Vision Entertainment unterschrieben hatte. Das Album positionierte sich am 21. August 2011 auf Platz 38 der australischen Albumcharts. Auch wurde es in der Kategorie Rockalbum des Jahres bei den ARIA Music Awards 2011 nominiert. Es wurde von Cameron Mizell, welcher bereits für Sleeping with Sirens, A Skylit Drive und This Romantic Tragedy arbeitete, aufgenommen und produziert.
Im Juli 2011 wurde die Gruppe von Avenged Sevenfold eingeladen, sie auf ihrer Welcome to the Family Tour durch Australien als Support zu begleiten. Die ursprünglich vorgesehene Vorgruppe Sevendust wurde nur wenige Wochen vor Tourstart gestrichen. Im Oktober 2011 war die Gruppe gemeinsam mit We Came as Romans Support für The Devil Wears Prada auf deren Dead Throne Australia Tour. Bei den Shows in Neuseeland wurden Dream On, Dreamer und We Came as Romans von Saving Grace unterstützt. Kurz zuvor spielte die Gruppe als Vorband für Memphis May Fire und The Color Morale eine Europatournee, die durch Belgien, Deutschland, Frankreich, das Vereinigte Königreich, Italien, Österreich und die Niederlande führte.
Im Januar und Februar 2012 war die Gruppe als Vorband für Attack Attack! auf deren US-Konzertreise zu sehen. Weitere Supportgruppen auf dieser Tournee waren Sleeping with Sirens, The Ghost Inside und Chunk! No, Captain Chunk!. Im Februar und März 2012 spielte Dream On, Dreamer erstmals auf dem Soundwave Festival. Zudem gab die Gruppe zwei Sideshows mit Underoath. Im November 2012 verließ Bassist Michael McLeod die Gruppe aufgrund von persönlichen Differenzen. Im August und September war die Gruppe Headliner der Homebound-Tour, die von In Hearts Wake, Hand of Mercy und Like Moths to Flames als Vorgruppen begleitet wurde. Das Debütalbum Heartbound wurde 2012 als Tour-Edition mit einer Tour-DVD, die zwei Musikvideos und zwei Bonustitel beinhaltet, neu aufgelegt. Mitte November bis Anfang Dezember 2012 spielte die Gruppe mehrere Shows im Rahmen der Mayhem Tour gemeinsam mit Make Them Suffer, Saviour und In Fear and Faith innerhalb Australiens.

### Zweites Album:Loveless

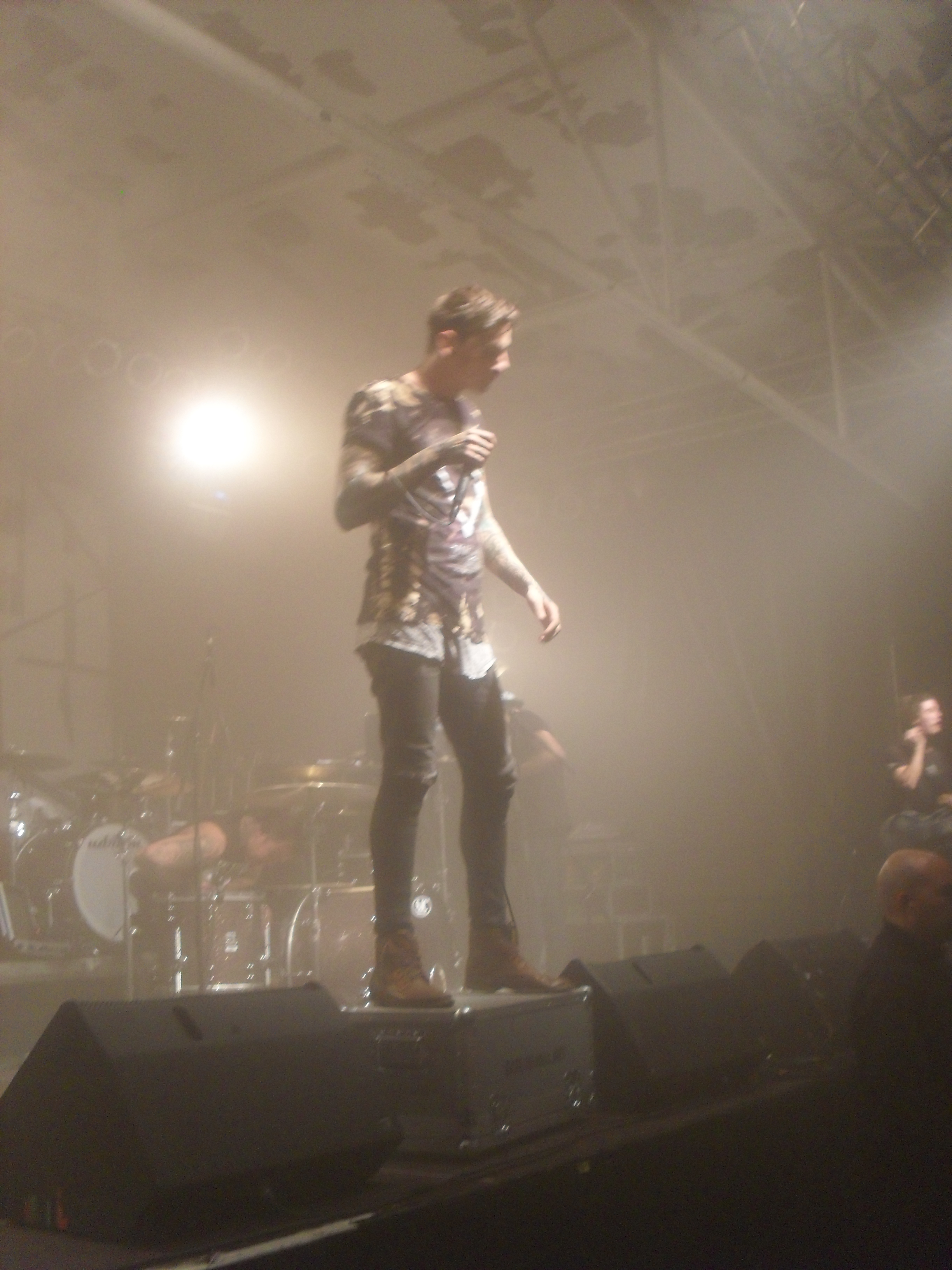
Marcel Gadacz von Dream On, Dreamer in Köln

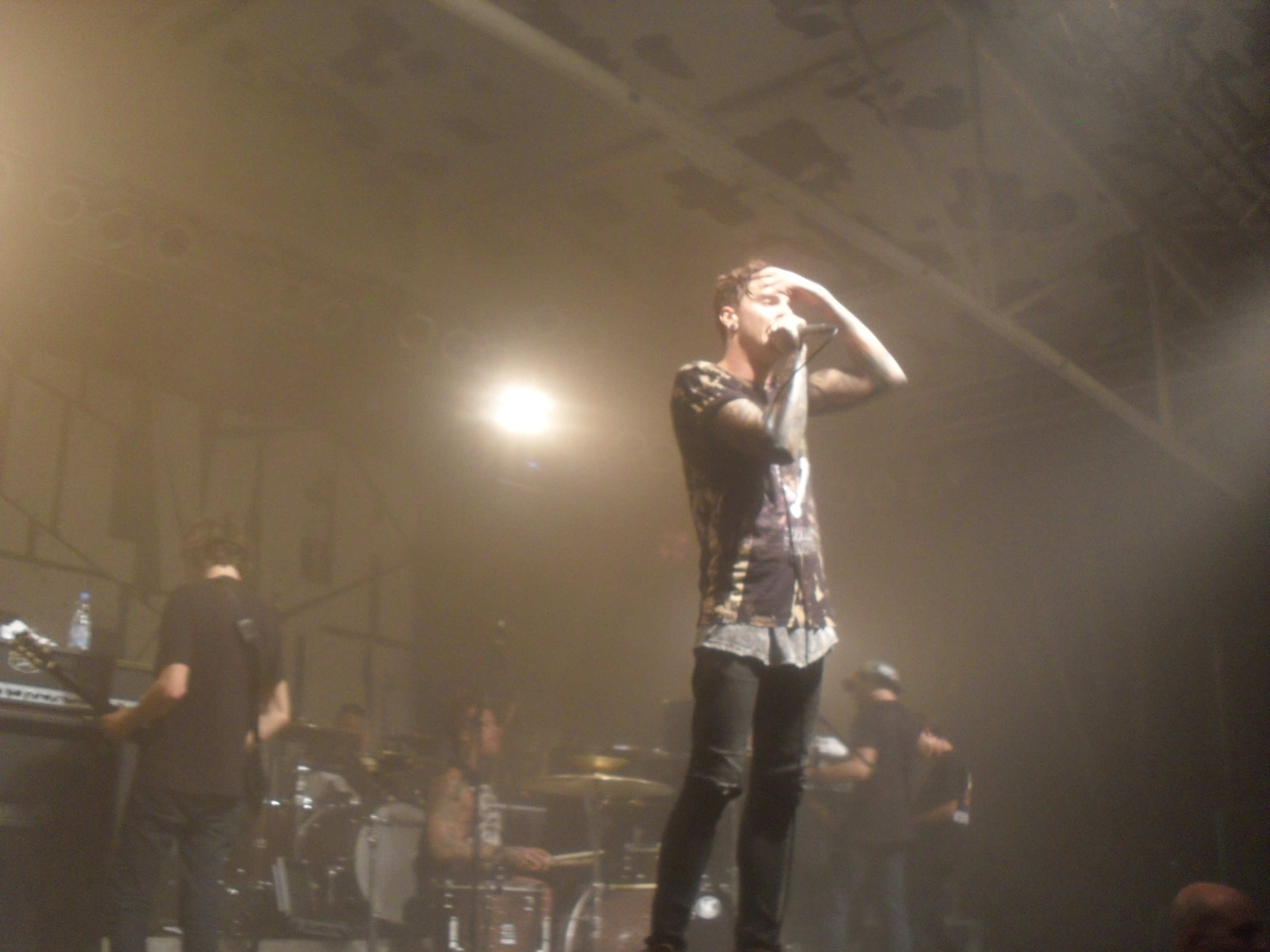
Dream On, Dreamer während einer kurzen Pause.

Anfang 2013 verließ Gitarrist Luke Domic die Gruppe. Dieser wurde durch Zachary Britt ersetzt, welcher zuvor bei The Dream The Chase aktiv war. Keyboarder Daniel Jungwirth wurde zum neuen Bassisten der Band. Auch endete der Vertrag mit dem US-amerikanischen Label Rise Records. Im März und April 2013 spielte die Gruppe mit Abandon All Ships, No Bragging Rights und For the Fallen Dreams eine Europatournee, die durch Deutschland, Österreich, Italien, das Vereinigte Königreich, Belgien, Polen, die Schweiz und die Niederlande führte. Am 28. Juni 2013 erschien das Nachfolger-Album von Heartbound, das den Namen Loveless trägt. Es stieg am 14. Juli 2013 ebenfalls in die australischen Charts ein. Dort positionierte sich die Platte auf Platz 29, hielt sich aber nur eine Woche lang in den Charts.
Vom 12. Juli bis 18. Juli 2013 tourte die Gruppe mit A Day to Remember und The Devil Wears Prada durch Australien. Es folgte eine Tournee durch Japan im September. Jedoch musste die Gruppe diese ohne Schlagzeuger absolvieren, da bei Fiocca ein Krebstumor diagnostiziert wurde. Ende Oktober bis Mitte November war die Gruppe mit A Skylit Drive, No Bragging Rights und Hellions erneut durch Australien zu sehen. Die Konzertreise hieß Loveless Tour. Direkt im Anschluss folgte abschließend eine Europatournee als Support für Silverstein. Diese endete im Dezember.
Am 8. November 2013 wurde bekannt, dass die Band für das Soundwave Festival bestätigt wurde. Die Konzerte fanden im Februar und März 2014 in fünf verschiedenen Städten in Australien statt.

### Drittes Album:Songs of Soulitude
Mitte Januar 2014 verkündete Sänger Marcel Gadacz, dass die Gruppe mit dem Verfassen neuer Stücke begonnen habe und das es ein neues Album geben wird. Im Vergleich zu den vorherigen Alben werden dieses Mal alle Musiker der Band an der Musik arbeiten. Die Band plante ihr zunächst das dritte Album in den Vereinigten Staaten mit Steve Evetts, welcher bereits mit The Dillinger Escape Plan, Poison the Well und Every Time I Die arbeitete, aufnehmen. Evetts arbeitete mit der Band gemeinsam an der Single Darkness Brought Me Here, welche zunächst auf Triple J zu hören war und schließlich am 8. August 2014 veröffentlicht wurde. Am 11. August 2015 kündigte die Gruppe an, dass das dritte Studioalbum den Namen Songs of Soulitude tragen wird. Mit dieser Ankündigung startete die Band zudem die Vorbestellungsphase, obwohl das Veröffentlichungsdatum noch unbekannt ist. Das Album wurde nicht von Evetts, sondern von Matt Goldman in den Glow in the Dark Studios produziert. Außerdem kündigte die Band an, einen Vorbesteller des Albums zu kontaktieren, um für diesen einen eigenen Song aufzunehmen. Am 29. September 2015 wurde mit Vertigo das erste Lied des Albums veröffentlicht. Zeitgleich wurde angekündigt, dass Songs of Soulitude am 13. November 2015 veröffentlicht werden wird. Die zuvor veröffentlichten Stücke Darkness Brought Me Here und Don´t Lose Your Heart stellen Standalone-Singles dar und sind nicht auf dem Album zu finden.
Im April 2014 verkündete die Gruppe den Ausstieg ihres Bassisten Daniel Jungwirth. Dieser wurde durch Chris Shaw ersetzt. Shaw spielte zuvor bei House vs Hurricane. Dabei fragte Shaw die Musiker an, ob er als Musiker in die Band einsteigen könnte.
Zwischen dem 4. und 15. Juni 2014 tourte die Gruppe gemeinsam mit Being as an Ocean als Vorgruppe für In Hearts Wake auf deren Earthwalker Tour durch Australien. Im August und September 2014 spielte die Gruppe mehrere Konzerte auf nationaler Ebene. Im Oktober und November 2014 tourte die Gruppe im Rahmen der …And the Light Pulled Me Back Tour erneut durch Australien. Zwischen dem 13. und 30. Januar 2015 spielte die Gruppe gemeinsam mit Any Given Day als Vorband für Caliban durch Deutschland, Österreich, Belgien, die Schweiz, die Niederlande und Polen. Direkt im Anschluss folgten Konzerte im Vereinigten Königreich, Frankreich und Russland. Vom 3. bis 10. Mai 2015 spielte die Gruppe als Vorband für Silverstein in Australien. Die Gruppe sollte zwischen dem 24. September und dem 3. Oktober 2015 erneut durch Zentraleuropa, dieses Mal als Hauptvorband für Breakdown of Sanity touren. Allerdings gaben die Musiker wenige Tage vor dem Start der Tournee bekannt, aufgrund der unklaren gesundheitlichen Situation ihres Sängers Marcel Gadacz, nicht an der Konzertreise teilzunehmen. Außerdem verließ Aaron Fiocca die Band, welcher später durch Dylan Kuiper am Schlagzeug ersetzt wurde.

### Viertes und fünftes Album:It Comes and GoesundWhat If I Told You It Doesn’t Get Better
Nachdem es längere Zeit still um die Gruppe geworden war, wurde Mitte März 2018 mit Let It In ein neues Lied veröffentlicht. Kurze Zeit darauf wurde das vierte Studioalbum It Comes and Goes für den 25. Mai 2018 angekündigt. Am 9. Februar 2020 gaben die Musiker die Auflösung der Band nach einer Abschiedstournee bekannt. Zudem veröffentlicht die Gruppe am 27. März 2020 ihr fünftes und letztes Album What If I Told You It Doesn’t Get Better. Die angekündigte Abschiedstournee wurde Mitte März 2020 aufgrund der COVID-19-Pandemie abgesagt und soll zu einem späteren Zeitpunkt nachgeholt werden.

## Stil
Der Sound von Dream On, Dreamer ändert sich permanent seit Gründung der Band im Jahre 2009. Spielte die Band Dream On, Dreamer auf ihren beiden EPs und ihrem Debütalbum Heartbound eine klassische Variante des Post-Hardcore, bei dem auch Elemente der elektronischen Musik, weswegen die Band auch als Trancecore-Band betrachtet werden könnte, so änderte sich der Klang auf ihrem zweiten Album Loveless gravierend in einer melodischeren Richtung des Post-Hardcore. So beschrieben Mitch vom Allschools Network und Chris Hidden vom britischen Magazin Rock Sound, dass der Sound der Band [auf Heartbound] an Attack Attack! annähern und auf dem klassischen Metalcore aufbauen würde. Auf Loveless wurden die Sounds wesentlich melodischer als auf den früheren Veröffentlichungen. Ein Grund dafür sind die stetigen Musikerwechsel in der Band. So wurden die Elektronik-Passagen nach dem Wechsel des Keyboarders Daniel Jungwirth zum Bassisten der Band im Jahr 2012 durch Backtracking arrangiert. Diese elektronischen Samples fanden auf dem zweiten Album wesentlich seltener Verwendung. Ursprünglich wurde die Musik lediglich von Gitarrist Callan Orr komponiert. Auf dem dritten Album sollen jedoch die anderen Mitglieder der Band beim Schreibprozess involviert werden.
Ein anderer Grund für die stetige Änderung ihrer Musik, ist die Tatsache, dass viele Post-Hardcore-Bands annähernd gleich klingen. Die Gruppe will einen musikalischen Wiedererkennungswert schaffen. In einem Interview mit Sänger Marcel Gadacz, welcher für die Liedtexte der Gruppe hauptverantwortlich ist, im März 2015 hieß es, dass die Band noch mehr melodische Aspekte in ihrer Musik eingebaut habe. Auch vom Einsatz von gutturalem Gesang, welcher auf den früheren Werken als Growling oder Screaming vermehrt zu hören war, hat sich die Band weiter distanziert.
Auch was die Albumproduktion angeht, hat sich die Band auf Neuerungen eingelassen. Wurde das Debütalbum von Cameron Mizell, einem in der Musikszene bekannten Musikproduzenten aufgenommen, so kümmerte sich die Gruppe auf dem Nachfolger selbst um die Produktion des Werkes. Der Grund hierfür war, dass das Endprodukt nicht dem entsprach, was die Musiker erreichen wollte. Gadacz stellte in einem Interview mit Benny Doyle vom australischen Online-Musikmagazin The Music dennoch klar, dass er die Zeit mit der Band in den Vereinigten Staaten während der Albumaufnahme genossen habe und beschrieb Mizell als einen guten Musikproduzenten. Die Produktion des dritten Albums übernimmt mit Matt Goldman wieder ein bandexterner Musikproduzent.
Die Songtexte von Sänger Marcel Gadacz haben meist eine tiefgründige Bedeutung, was nicht zuletzt an seiner Herkunft liegt. Auf Loveless behandeln die Lieder hauptsächlich einen Lebensabschnitt des Sängers, in denen er nach sich selbst gesucht habe. Er beschreibt, das „Etwas aus seinem Leben zu machen“, die Message hinter der Band ist, allerdings fügte er hinzu, dass es jedem selbst überlassen sei, was sie aus ihrem Leben machen.

## Diskografie
- 2009: Set Sail, Armada (EP, Eigenproduktion)
- 2010: Hope (EP, Eigenproduktion)
- 2011: Heartbound (Album, Rise Records)
- 2013: Loveless (Album, UNFD)
- 2015: Songs of Soulitude (Album, Eigenproduktion)
- 2018: It Comes and Goes (Album, Eigenproduktion)
- 2020: What If I Told You It Doesn’t Get Better (Album, Eigenproduktion)

## Musikvideos
- 2010: Ambitions
- 2010: Chapter: Desired Permanence
- 2011: Downfall
- 2013: The World in Front of Me
- 2013: Neverlove
- 2014: Darkness Brought Me Here
- 2015: Don’t Lose Your Heart
- 2015: Vertigo
- 2016: Stay
- 2018: Let It In
- 2018: Runaway
- 2020: Feel So Empty

## Auszeichnungen
- 2011: ARIA Awards: Hard Rock/Metal-Album des Jahres (nominiert)

## Weiteres
- Sänger Marcel Gadacz wurde in Deutschland geboren und der ehemalige Schlagzeuger Aaron Fiocca stammt gebürtig aus den USA.[17] Marcel Gadacz spielte vor der Gründung von Dream On, Dreamer in der Deathcore-Band State of East London aus Melbourne.[47]
- Das 2011 erschienene Debütalbum Heartbound ist das erste Album, das über UNFD erschienen ist.